# Discografia di Fedez
La discografia di Fedez, rapper italiano, è costituita da sette album in studio (di cui uno inciso con J-Ax), tre mixtape, un EP, quarantatré singoli e altrettanti video musicali (inclusi quelli come artista ospite), pubblicati dal 2007.

## Album in studio
| Anno                                                         | Titolo | Classifiche | Classifiche | Certificazione     |
| Anno                                                         | Titolo | ITA         | SWI         | Certificazione     |
| ------------------------------------------------------------ | --- | ----------- | ----------- | ------------------ |
| 2011                                                         | Penisola che non c'è - Pubblicato: 12 marzo 2011 - Etichetta: Badaboom Edizioni - Formati: Download digitale, CD, LP, streaming                    | 92          | —           |                    |
| 2011                                                         | Il mio primo disco da venduto - Pubblicato: 30 novembre 2011 - Etichetta: Tanta Roba - Formati: Download digitale, CD, streaming                   | 57          | —           |                    |
| 2013                                                         | Sig. Brainwash - L'arte di accontentare - Pubblicato: 5 marzo 2013 - Etichetta: Best Sound - Formati: CD, CD+DVD, LP, download digitale, streaming | 1           | —           | - ITA: Platino (3) |
| 2014                                                         | Pop-Hoolista - Pubblicato: 30 settembre 2014 - Etichetta: Sony Music, Newtopia - Formati: CD, download digitale, streaming                         | 1           | —           | - ITA: Platino (4) |
| 2017                                                         | Comunisti col Rolex (con J-Ax) - Pubblicato: 20 gennaio 2017 - Etichetta: Sony Music, Newtopia - Formati: CD, download digitale, streaming         | 1           | 37          | - ITA: Platino (4) |
| 2019                                                         | Paranoia Airlines - Pubblicato: 25 gennaio 2019 - Etichetta: Sony Music - Formati: CD, LP, download digitale, streaming                            | 1           | 3           | - ITA: Platino (2) |
| 2021                                                         | Disumano - Pubblicato: 26 novembre 2021 - Etichetta: Sony Music - Formati: CD, LP, download digitale, streaming                                    | 1           | 14          | - ITA: Platino (4) |
| "—" indica una pubblicazione non classificata in quel paese. | |             |             |                    |

## Mixtape
| Anno | Titolo                                                                                                |
| ---- | --- |
| 2007 | Pat-a-Cake - Pubblicato: 2007 - Etichetta: Funk Ya Mama - Formati: CD                                 |
| 2010 | BCPT - Pubblicato: 2010 - Etichetta: Blocco Recordz - Formati: Download digitale                      |
| 2011 | Tutto il contrario Remixtape - Pubblicato: 2011 - Etichetta: Harsh Times - Formati: Download digitale |

## Extended play
| Anno | Titolo |
| ---- | --- |
| 2010 | Diss-Agio (con Vincenzo da Via Anfossi) - Pubblicato: 2010 - Etichetta: Autoproduzione - Formati: CD, download digitale |

## Singoli

### Come artista principale
| Anno                                                         | Titolo                                           | Classifiche | Classifiche | Certificazioni     | Album di provenienza                                      |
| Anno                                                         | Titolo                                           | ITA         | SWI         | Certificazioni     | Album di provenienza                                      |
| ------------------------------------------------------------ | ------------------------------------------------ | ----------- | ----------- | ------------------ | --------------------------------------------------------- |
| 2013                                                         | Si scrive schiavitù si legge libertà             | 11          | —           | - ITA: Oro         | Sig. Brainwash - L'arte di accontentare                   |
| 2013                                                         | Dai cazzo Federico                               | —           | —           |                    | Sig. Brainwash - L'arte di accontentare                   |
| 2013                                                         | Cigno nero (feat. Francesca Michielin)           | 8           | —           | - ITA: Platino (2) | Sig. Brainwash - L'arte di accontentare                   |
| 2013                                                         | Alfonso Signorini (eroe nazionale) (feat. Elio)  | 32          | —           | - ITA: Oro         | Sig. Brainwash - L'arte di accontentare                   |
| 2013                                                         | Nuvole di fango (feat. Gianna Nannini)           | 9           | —           | - ITA: Oro         | Sig. Brainwash - L'arte di accontentare (Diamond Edition) |
| 2014                                                         | Generazione bho                                  | 15          | —           | - ITA: Platino     | Pop-Hoolista                                              |
| 2014                                                         | Magnifico (feat. Francesca Michielin)            | 1           | —           | - ITA: Platino (6) | Pop-Hoolista                                              |
| 2015                                                         | L'amore eternit (feat. Noemi)                    | 6           | —           | - ITA: Platino (3) | Pop-Hoolista                                              |
| 2015                                                         | 21 grammi                                        | 4           | —           | - ITA: Platino (2) | Pop-Hoolista Cosodipinto Edition                          |
| 2015                                                         | Beautiful Disaster (con Mika)                    | 5           | —           | - ITA: Platino (2) | Pop-Hoolista Cosodipinto Edition                          |
| 2016                                                         | Vorrei ma non posto (con J-Ax)                   | 1           | —           | - ITA: Platino (7) | Comunisti col Rolex                                       |
| 2016                                                         | Assenzio (con J-Ax feat. Stash e Levante)        | 1           | —           | - ITA: Platino (4) | Comunisti col Rolex                                       |
| 2017                                                         | Piccole cose (con J-Ax feat. Alessandra Amoroso) | 3           | —           | - ITA: Platino (2) | Comunisti col Rolex                                       |
| 2017                                                         | Senza pagare (con J-Ax feat. T-Pain)             | 1           | 52          | - ITA: Platino (8) | Comunisti col Rolex                                       |
| 2017                                                         | Sconosciuti da una vita (con J-Ax)               | 2           | —           | - ITA: Platino (2) | Comunisti col Rolex - Multiplatinum Edition               |
| 2018                                                         | Italiana (con J-Ax)                              | 1           | 20          | - ITA: Platino (4) | /                                                         |
| 2018                                                         | Prima di ogni cosa                               | 1           | 31          | - ITA: Platino     | Paranoia Airlines                                         |
| 2019                                                         | Che cazzo ridi (feat. Tedua e Trippie Redd)      | 2           | —           |                    | Paranoia Airlines                                         |
| 2019                                                         | Holding Out for You (feat. Zara Larsson)         | 4           | —           | - ITA: Oro         | Paranoia Airlines                                         |
| 2020                                                         | Le feste di Pablo (con Cara)                     | 1           | —           | - ITA: Platino     | 99                                                        |
| 2020                                                         | Problemi con tutti (Giuda)                       | 2           | —           | - ITA: Oro         | Disumano                                                  |
| 2020                                                         | Bimbi per strada (Children) (con Robert Miles)   | 4           | 81          | - ITA: Platino (3) | Disumano                                                  |
| 2020                                                         | Bella storia                                     | 4           | —           | - ITA: Platino (3) | Disumano                                                  |
| 2021                                                         | Chiamami per nome (con Francesca Michielin)      | 1           | 8           | - ITA: Platino (3) | Feat (fuori dagli spazi)                                  |
| 2021                                                         | Mille (con Achille Lauro e Orietta Berti)        | 1           | 43          | - ITA: Platino (6) | Disumano                                                  |
| 2021                                                         | Meglio del cinema                                | 1           | 92          | - ITA: Platino     | Disumano                                                  |
| 2021                                                         | Morire morire                                    | 72          | —           |                    | Disumano                                                  |
| 2021                                                         | Sapore (feat. Tedua)                             | 2           | —           | - ITA: Platino (2) | Disumano                                                  |
| 2022                                                         | La dolce vita (con Tananai e Mara Sattei)        | 1           | 44          | - ITA: Platino (6) | Disumano                                                  |
| 2022                                                         | Viola (feat. Salmo)                              | 3           | —           | - ITA: Platino (2) | Disumano                                                  |
| 2022                                                         | Crisi di stato                                   | 29          | —           | - ITA: Oro         | Disumano                                                  |
| 2023                                                         | Disco Paradise (con Annalisa e Articolo 31)      | 3           | 88          | - ITA: Platino (5) | /                                                         |
| 2024                                                         | Sexy shop (con Emis Killa)                       | 3           | —           | - ITA: Platino (2) | /                                                         |
| 2024                                                         | Rosalía (con Lethal Espresso, Taxi B e Raizhell) | —           | —           |                    | /                                                         |
| 2024                                                         | Di Caprio (feat. Niky Savage)                    | 5           | —           |                    | /                                                         |
| 2024                                                         | Allucinazione collettiva                         | 12          | —           |                    | /                                                         |
| 2025                                                         | Battito                                          | 2           | 15          | - ITA: Platino     | /                                                         |
| 2025                                                         | Bella stronza (con Marco Masini)                 | 24          | —           |                    | /                                                         |
| 2025                                                         | Scelte stupide (con Clara)                       | 13          | —           |                    | /                                                         |
| "—" indica una pubblicazione non classificata in quel paese. |                                                  |             |             |                    |                                                           |

### Come artista ospite
| Anno | Titolo                                                                      | Certificazioni     | Album di provenienza            |
| ---- | --------------------------------------------------------------------------- | ------------------ | ------------------------------- |
| 2013 | Bocciofili (Dargen D'Amico feat. Fedez e Mistico)                           | - ITA: Oro         | Vivere aiuta a non morire       |
| 2013 | La cassa dritta (Two Fingerz feat. Fedez)                                   |                    | Two Fingerz V                   |
| 2015 | Seven (Caneda feat. Fedez, J-Ax, Gemitaiz, Rocco Hunt, Baby K e Emis Killa) |                    | /                               |
| 2015 | One Last Time (Ariana Grande feat. Fedez)                                   | - ITA: Platino (3) | My Everything - Italian Edition |

## Altri brani entrati in classifica
| Anno | Titolo                                                            | Classifiche | Certificazioni | Album di provenienza                                      |
| Anno | Titolo                                                            | ITA         | Certificazioni | Album di provenienza                                      |
| ---- | ----------------------------------------------------------------- | ----------- | -------------- | --------------------------------------------------------- |
| 2013 | Sembra semplice (feat. J-Ax)                                      | 88          | - ITA: Oro     | Sig. Brainwash - L'arte di accontentare                   |
| 2013 | Pensavo fosse amore e invece... (feat. Gué Pequeno)               | 35          | - ITA: Oro     | Sig. Brainwash - L'arte di accontentare                   |
| 2013 | Faccio brutto                                                     | 93          |                | Sig. Brainwash - L'arte di accontentare                   |
| 2013 | Cambia                                                            | 68          |                | Sig. Brainwash - L'arte di accontentare (Diamond Edition) |
| 2013 | Faccio brutto                                                     | 53          |                | Sig. Brainwash - L'arte di accontentare (Diamond Edition) |
| 2014 | Sirene (con Malika Ayane)                                         | 39          | - ITA: Oro     | Pop-Hoolista                                              |
| 2017 | Il giorno e la notte (con J-Ax feat. Giusy Ferreri)               | 36          | - ITA: Oro     | Comunisti col Rolex                                       |
| 2017 | Senza pagare (con J-Ax)                                           | 48          |                | Comunisti col Rolex                                       |
| 2017 | Fratelli di paglia (con J-Ax)                                     | 49          | - ITA: Oro     | Comunisti col Rolex                                       |
| 2017 | Tutto il mondo è periferia (con J-Ax)                             | 61          |                | Comunisti col Rolex                                       |
| 2017 | Milano intorno (con J-Ax)                                         | 64          |                | Comunisti col Rolex                                       |
| 2017 | L'Italia per me (con J-Ax feat. Sergio Sylvestre)                 | 56          |                | Comunisti col Rolex                                       |
| 2017 | Musica del cazzo (con J-Ax)                                       | 67          |                | Comunisti col Rolex                                       |
| 2017 | Cuore nerd (con J-Ax feat. Alessia Cara)                          | 44          |                | Comunisti col Rolex                                       |
| 2017 | Anni luce (con J-Ax feat. Nek)                                    | 58          |                | Comunisti col Rolex                                       |
| 2017 | Meglio tardi che noi (con J-Ax feat. Arisa)                       | 32          | - ITA: Oro     | Comunisti col Rolex                                       |
| 2017 | Allergia (con J-Ax feat. Loredana Bertè)                          | 66          |                | Comunisti col Rolex                                       |
| 2017 | Pieno di stronzi (con J-Ax)                                       | 87          |                | Comunisti col Rolex                                       |
| 2017 | Favorisca i sentimenti (con J-Ax)                                 | 3           | - ITA: Oro     | Comunisti col Rolex - Multiplatinum Edition               |
| 2019 | Amnesia                                                           | 38          |                | Paranoia Airlines                                         |
| 2019 | Paranoia Airlines                                                 | 47          |                | Paranoia Airlines                                         |
| 2019 | Record                                                            | 48          |                | Paranoia Airlines                                         |
| 2019 | FuckTheNoia (con Annalisa)                                        | 31          |                | Paranoia Airlines                                         |
| 2019 | Kim & Kanye (feat. Emis Killa)                                    | 10          |                | Paranoia Airlines                                         |
| 2019 | Sfregi e difetti                                                  | 67          |                | Paranoia Airlines                                         |
| 2019 | L'una per l'alcol                                                 | 85          |                | Paranoia Airlines                                         |
| 2019 | Così                                                              | 94          |                | Paranoia Airlines                                         |
| 2019 | TVTB (feat. Dark Polo Gang)                                       | 1           | - ITA: Oro     | Paranoia Airlines                                         |
| 2021 | Stupido stupido                                                   | 48          |                | Disumano                                                  |
| 2021 | Vittoria                                                          | 53          |                | Disumano                                                  |
| 2021 | Guarda cosa mi fai fare                                           | 84          |                | Disumano                                                  |
| 2021 | Vecchio (feat. Dargen D'Amico)                                    | 100         |                | Disumano                                                  |
| 2021 | Fuori dai guai (feat. Cara)                                       | 67          |                | Disumano                                                  |
| 2021 | Un giorno in pretura                                              | 54          |                | Disumano                                                  |
| 2021 | La cassa spinge 2021 (feat. Crookers, Myss Keta e Dargen D'Amico) | 49          |                | Disumano                                                  |
| 2021 | Fede e speranza (feat. Speranza)                                  | 92          |                | Disumano                                                  |

## Collaborazioni
- 2007 – MadMan & Esse P feat. Fedez, Jimmy & Tempoxso – Una più del diavolo (da Prequel EP)
- 2009 – Fadamat feat. Fedez – Rap Looser
- 2009 – Albe Ok feat. Fedez – Che ne sai di me
- 2009 – Michel feat. Fedez – Colpa del rap
- 2009 – Emis Killa feat. Fedez – Pum Pum Pum (da Keta Music)
- 2009 – Emis Killa feat. Fedez – Non so
- 2009 – Emis Killa feat. Fedez – D Love
- 2011 – Il Nano feat. Fedez e Jake La Furia – Ti stai facendo un film
- 2011 – Don Joe e Shablo feat. Fedez, Canesecco & Gemitaiz – Fuori luogo (da Thori & Rocce)
- 2011 – Mondo Marcio feat. Fedez – Cattiva influenza (da Musica da serial killer)
- 2011 – Marracash feat. Entics e Fedez – Non passerà (da Roccia Music II)
- 2011 – Denny La Home feat. Fedez – Miracle (da Chiamami Mixtape)
- 2012 – Skyetto, Fedez, Rasti – Voglio diventare famoso
- 2012 – Guè feat. Fedez – L'idea sbagliata (da Fastlife Mixtape Vol. 3)
- 2012 – Max Pezzali feat. Fedez – Jolly Blue (da Hanno ucciso l'Uomo Ragno 2012)
- 2013 – Ted Bee feat. Fedez – Punk's Not Dead
- 2013 – Guè feat. Fedez – Indelebile (da Bravo ragazzo)
- 2013 – Denny La Home feat. Fedez, Vincenzo da via Anfossi, Sick il Magro & Ted Bee – Vai a fare in culo (da Chiamami Mixtape Vol. 2)
- 2014 – Bushwaka feat. Fedez – Twist (da Pandamonium)
- 2014 – Denny La Home feat. Fedez – Epic Fail (da Curriculum)
- 2015 – J-Ax feat. Fedez – Bimbiminkia4life (da Il bello d'esser brutti)
- 2015 – Ion feat. Fedez – Non c'è più storia
- 2016 – Alborosie feat. Fedez – SugarBoy (da The Rockers)
- 2019 – Enzo Dong feat. Fedez – Dallo psicologo (da Dio perdona io no)
- 2021 – Loredana Bertè feat. Fedez – Lacrime in limousine (da Manifesto)
- 2023 – Jamil feat. Fedez – L'odio (da Flow)

## Video musicali
| Anno | Titolo                                                     | Regista/i                                   |
| ---- | ---------------------------------------------------------- | ------------------------------------------- |
| 2010 | Anthem Pt. 1                                               | Fedez                                       |
| 2011 | Tutto il contrario                                         | Fedez                                       |
| 2011 | Penisola che non c'è                                       | Bea Production                              |
| 2011 | Ti vorrei dire                                             | Bea Production                              |
| 2011 | Vota sì per dire no                                        | Bea Production                              |
| 2011 | Ti porto con me                                            | Fedez                                       |
| 2011 | Appeso a testa in giù                                      | Mauro Russo                                 |
| 2011 | Jet Set                                                    | Racoon Studio                               |
| 2012 | Vivere domani                                              | Gianluca "Calu" Montesano                   |
| 2012 | Faccio brutto                                              | Gaetano Morbioli                            |
| 2012 | Dai cazzo Federico                                         | Luca Tartaglia                              |
| 2013 | Si scrive schiavitù si legge libertà                       | Gaetano Morbioli                            |
| 2013 | Cigno nero                                                 | Fabio Berton, Andrea Rebuscini              |
| 2013 | Pensavo fosse amore e invece...                            | Mauro Russo                                 |
| 2013 | Alfonso Signorini (eroe nazionale)                         | Fabio Berton, Andrea Rebuscini              |
| 2013 | Nuvole di fango                                            | Cosimo Alemà                                |
| 2013 | Babbo Natale mi ha detto che i tuoi genitori non esistono! | Andrea Rebuscini                            |
| 2014 | Veleno per topic                                           | Racoon Studio                               |
| 2014 | Generazione bho                                            | Jacopo Rondinelli                           |
| 2014 | Magnifico                                                  | Cosimo Alemà                                |
| 2015 | L'amore eternit                                            | Mauro Russo                                 |
| 2015 | Non c'è due senza trash                                    | Mauro Russo                                 |
| 2015 | 21 grammi                                                  | Mauro Russo                                 |
| 2015 | Beautiful Disaster                                         | Mauro Russo                                 |
| 2016 | Vorrei ma non posto                                        | Mauro Russo                                 |
| 2016 | Assenzio                                                   | Mauro Russo                                 |
| 2017 | Piccole cose                                               | Mauro Russo                                 |
| 2017 | Senza pagare                                               | Mauro Russo                                 |
| 2017 | Sconosciuti da una vita                                    | Mauro Russo                                 |
| 2017 | Favorisca i sentimenti                                     | Fedez                                       |
| 2018 | Italiana                                                   | Martina Pastori                             |
| 2018 | Prima di ogni cosa                                         | Darren Craig                                |
| 2019 | Holding Out for You                                        | Mauro Russo                                 |
| 2020 | Bella storia                                               | Simone Peluso                               |
| 2021 | Chiamami per nome                                          | YouNuts! (Antonio Usbergo e Niccolò Celaia) |
| 2021 | Mille                                                      | Giulio Rosati                               |
| 2021 | Meglio del cinema                                          | Daniele Bagolin                             |
| 2021 | Morire morire                                              | Daniele Bagolin                             |
| 2022 | La dolce vita                                              | Olmo Parenti                                |
| 2023 | Disco Paradise                                             | Olmo Parenti                                |
| 2024 | Sexy shop                                                  | Byron Rosero                                |
| 2025 | Battito                                                    | Byron Rosero                                |
| 2025 | Scelte stupide                                             | Byron Rosero e Fedez                        |